# Angel Čemerski

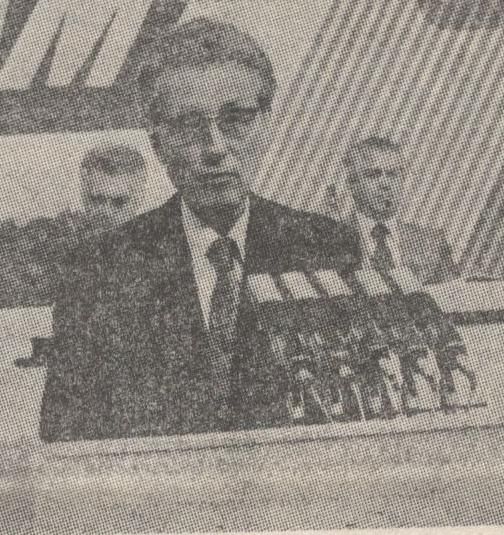
Angel Čemerski (1978)

Angel Čemerski (mazedonisch Ангел Чемерски; * 31. März 1923 in Kavadar, Königreich Jugoslawien, heute: Kavadarci, Nordmazedonien; † 18. November 2005 in Skopje) war ein Politiker des Bundes der Kommunisten Jugoslawiens (BdKJ) in der Sozialistischen Föderativen Republik Jugoslawien (SFRJ), der unter anderem zwischen 1969 und 1982 Sekretär des Zentralkomitees (ZK) des Bundes der Kommunisten Mazedoniens war. Im Anschluss war er von 1982 bis 1983 als Präsident des Präsidiums der Sozialistischen Republik Mazedonien Präsident dieser Teilrepublik.

## Leben
Angel Čemerski wurde 1941 Mitglied der Union der Kommunistischen Jugend Jugoslawiens sowie 1942 der Kommunistischen Partei Jugoslawiens (KPJ) und schloss sich 1943 der von dem ebenfalls in Kavadar geborenen Nikola Minčev kommandierten Tikveš-Partisaneneinheit „Dobri Daskalov“ an und nahm im Zweiten Weltkrieg unter dem Decknamen „Januš“ am Partisanenkrieg teil. Er war später Sekretär der Parteikomitees von Štip, Strumica sowie Bitola. Nach Kriegsende absolvierte er die Fakultät für Wirtschaftswissenschaften und war Direktor des Instituts für Wirtschaftsplanung. Später fungierte er als stellvertretender Minister für Industrie und Bergbau sowie als Präsident des Wirtschaftsrates und war ein loyaler Anhänger des als „Hardliner“ geltenden mazedonischen Parteisekretärs und Ministerpräsidenten Lazar Koliševski.
Als Nachfolger des als „Liberaler“ geltenden Krste Crvenkovski übernahm der „konservative Dogmatiker“ Čemerski im März 1969 die Funktion als Sekretär beziehungsweise Präsident des Exekutivkomitees des ZK des Bundes der Kommunisten Mazedoniens und war damit bis zu seiner Ablösung durch Krste Markovski im Mai 1982 Chef der Kommunistischen Partei in der SR Mazedonien. Er war ferner Mitglied des Zentralkomitees des Bundes der Kommunisten Jugoslawiens (BdKJ). Er wurde zugleich auf dem IX. Parteikongress (11. bis 16. März 1969) erstmals Mitglied des 52-köpfigen Präsidiums des Bundes der Kommunisten Jugoslawiens (BdKJ) und gehörte diesem Führungsgremium der Partei nach seinen Bestätigungen auf dem X. Parteikongress (27. bis 30. Mai 1974) sowie auf dem XI. Parteikongress (20. bis 23. Juni 1978) bis Mai 1982 als Parteisekretär einer Teilrepublik kraft Amtes an. Er war ferner Mitglied des Zentralkomitees des Bundes der Kommunisten Jugoslawiens (BdKJ) und unter anderem im Mai 1974 und im Juni 1982 in dieser Funktion wiedergewählt. Für ihn hatten als Mitglied des Präsidiums des BdKJ die Eingebundenheit der mazedonischen Geschichte in die internationale kommunistische und Arbeiterbewegung, die Bedeutung des Volksbefreiungskampfes im Zweiten Weltkrieg sowie der sozialistische Aufbau Vorrang vor nationalen Traditionen.
Mit Änderung der Verfassung der SFRJ wurde er im Mai 1974 als Präsident des Bundes der Kommunisten Mazedoniens auch kraft Amtes Mitglied des Präsidiums der SR Mazedonien, des kollektiven Staatspräsidiums, und im April 1982 als Mitglied des Präsidiums wiedergewählt. Nach Beendigung seiner Tätigkeit als Sekretär des ZK des Bundes der Kommunisten Mazedoniens übernahm Angel Čemerski am 28. April 1982 von Ljupčo Arsov den Posten als Präsident des Präsidiums der Sozialistischen Republik Mazedonien und war damit bis zu seiner Ablösung durch Blagoje Taleski am 4. Mai 1983 Präsident dieser Teilrepublik.
Für seine Verdienste wurde Čemerski mehrfach ausgezeichnet und erhielt unter anderem den Orden der Helden der sozialistischen Arbeit, den Orden „Für Verdienste um das Volk“, Orden der Brüderlichkeit und Einheit, den Orden des Mutes, den Orden der Arbeit und die Partisanenmedaille 1941.

## Veröffentlichung
- Procesi i problemi vo sproveduvanje na stopanskata reforma, („Prozesse und Probleme bei der Umsetzung der Wirtschaftsreform“), 1968

## Hintergrundliteratur
- Directory of Officials of the Socialist Federal Republic of Yugoslavia, Bände 7–8, 1976 (Onlineversion)
- Directory of Officials of the Socialist Federal Republic of Yugoslavia, Bände 7–8, 1983 (Onlineversion)
- Sabrina P. Ramet: The Three Yugoslavias. State-Building and Legitimation, 1918–2005, 2006, ISBN 978-0-253-34656-8 (Onlineversion (Auszug))
- Dimitar Bechev: Historical Dictionary of North Macedonia, 2019, ISBN 978-1-5381-1962-4 (Onlineversion (Auszug))

## Weblink
- Cemerski, Angel. In: rulers.org. (englisch).